# Zbigniew Grzegorski
Zbigniew Grzegorski (ur. 5 marca 1921 w Poznaniu, zm. 3 listopada 2006 tamże) – polski artysta fotograf. Członek honorowy Fotoklubu Rzeczypospolitej Polskiej Stowarzyszenia Twórców. Członek rzeczywisty Okręgu Wielkopolskiego Związku Polskich Artystów Fotografików. Członek założyciel i prezes Amatorskiego Klubu Fotograficznego Spółdzielczości Pracy Pryzmat w Poznaniu.

## Życiorys
Zbigniew Grzegorski mieszkał i pracował w Poznaniu. W 1964 roku stworzył Amatorski Klub Fotograficzny Spółdzielczości Pracy Pryzmat, w którym nieprzerwanie pełnił funkcję prezesa. W 1969 roku stworzył ówczesną sekcję młodzieżową klubu Pryzmat – późniejsze Studium Fotografii Młodych. W 1992 roku (w ramach działalności klubowej) był inicjatorem i redaktorem kwartalnika poświęconego fotografii artystycznej – „Foto Zeszyty”.
Zbigniew Grzegorski (w 1989 roku) został uhonorowany Złotą Odznaką Federacji Amatorskich Stowarzyszeń Fotograficznych w Polsce – za wieloletnie i wybitne osiągnięcia twórcze i organizacyjne na rzecz fotografii. Jest autorem i współautorem wielu wystaw fotograficznych; indywidualnych, zbiorowych, poplenerowych, pokonkursowych. Brał aktywny udział w Międzynarodowych Salonach Fotograficznych, organizowanych (m.in.) pod patronatem FIAP, zdobywając wiele medali, nagród, wyróżnień, dyplomów oraz listów gratulacyjnych. W 1997 roku został przyjęty w poczet członków rzeczywistych Okręgu Wielkopolskiego Związku Polskich Artystów Fotografików.
Za wieloletnie upowszechnianie i propagowanie sztuki fotograficznej został nagrodzony (w 1988 roku) Dyplomem Honorowym Ministra Kultury i Sztuki i odznaczony Krzyżem Kawalerskim Orderu Odrodzenia Polski. W 1998 roku został laureatem zespołowej Nagrody Artystycznej Miasta Poznania.
Zbigniew Grzegorski zmarł 3 listopada 2006 roku, pochowany 9 listopada 2006 roku na cmentarzu Bożego Ciała w Poznaniu, przy ulicy Bluszczowej.

## Odznaczenia
- Krzyż Kawalerski Orderu Odrodzenia Polski
- Złota Odznaka Honorowa Federacji Amatorskich Stowarzyszeń Fotograficznych w Polsce

Źródło